# Eugongylus
Eugongylus is een geslacht van hagedissen uit de familie skinken (Scincidae).

## Naam
De wetenschappelijke naam van de groep werd voor het eerst voorgesteld door Leopold Fitzinger in 1843. Veel soorten behoorden eerder tot het geslacht Lygosoma.

## Verspreiding en habitat
Er zijn vijf soorten, die voorkomen in Australië, Indonesië, Nieuw-Guinea, Micronesië, Papoea-Nieuw-Guinea, de Salomonseilanden en de Soela-archipel.
Door de internationale natuurbeschermingsorganisatie IUCN is nog geen beschermingsstatus toegewezen aan een van de soorten.

## Soorten
Het geslacht omvat de volgende soorten, met de auteur en het verspreidingsgebied.
| Naam                       | Auteur         | Verspreidingsgebied                                                                                             |
| -------------------------- | -------------- | --- |
| Eugongylus albofasciolatus | Günther, 1872  | Australië (Queensland), Micronesië, Nieuw-Brittannië, Nieuw-Ierland, Salomonseilanden                           |
| Eugongylus mentovarius     | Boettger, 1895 | Indonesië (Halmahera, mogelijk in Ternate)                                                                      |
| Eugongylus rufescens       | Shaw, 1802     | Australië (Queensland), Admiraliteitseilanden, Indonesië, (Irian Jaya, Celebes), Nieuw-Guinea, Salomonseilanden |
| Eugongylus sulaensis       | Kopstein, 1927 | Indonesië (Soela-archipel)                                                                                      |
| Eugongylus unilineatus     | De Rooij, 1915 | Papoea-Nieuw-Guinea                                                                                             |